# Sauber C37
Sauber C37 — гоночный автомобиль, построенный автогоночной командой Alfa Romeo Sauber F1 Team специально для участия в чемпионате мира 2018 года.
C37 был построен на основе новой философии c ориентацией на аэродинамическую концепцию, отличную от аэродинамической модели Sauber C36. C37 оснащен новыми улучшенными аэродинамическими деталями, в дополнение к изменениям в регламенте 2018 года, таким как удаление «акульего плавника» и T-крыльев. Кроме того, в сезоне 2018 года C37 выступает с двигателем Ferrari версии 2018 года в противовес прошлогоднему болиду. Йорг Зандер, технический директор, заявил:
Мы уверены, что новая концепция предлагает нам больше возможностей и поможет нам улучшить ситуацию в этом сезоне. Двигатель Ferrari 2018 года также даст нам толчок с точки зрения нашей производительности

## Результаты выступлений в Формуле-1
| Сезон | Шасси      | Двигатель      | Ш | Гонщики         | 1    | 2   | 3   | 4   | 5   | 6   | 7   | 8   | 9   | 10   | 11  | 12   | 13   | 14  | 15  | 16  | 17   | 18   | 19  | 20   | 21   | Место | Очки |
| ----- | ---------- | -------------- | - | --------------- | ---- | --- | --- | --- | --- | --- | --- | --- | --- | ---- | --- | ---- | ---- | --- | --- | --- | ---- | ---- | --- | ---- | ---- | ----- | ---- |
| 2018  | Sauber C37 | Ferrari 1,6 V6 | P |                 | АВС  | БАХ | КИТ | АЗЕ | ИСП | МОН | КАН | ФРА | АВТ | ВЕЛ  | ГЕР | ВЕН  | БЕЛ  | ИТА | СИН | РОС | ЯПО  | США  | МЕК | БРА  | АБУ  | 8     | 48   |
| 2018  | Sauber C37 | Ferrari 1,6 V6 | P | Маркус Эрикссон | Сход | 9   | 16  | 11  | 13  | 11  | 15  | 13  | 10  | Сход | 9   | 15   | 10   | 15  | 11  | 13  | 12   | 10   | 9   | Сход | Сход | 8     | 48   |
| 2018  | Sauber C37 | Ferrari 1,6 V6 | P | Шарль Леклер    | 13   | 12  | 19  | 6   | 10  | 18  | 10  | 10  | 9   | Сход | 15  | Сход | Сход | 11  | 9   | 7   | Сход | Сход | 7   | 7    | 7    | 8     | 48   |